# جمهورية برلمانية
| أنظمة الحكم الجمهورية: |
| جمهوريات رئاسية برئاسة تنفيذية منفصلة عن الهيئة التشريعية جمهوريات شبه رئاسية برئاسة تنفيذية ورئيس منفصل للحكومة يقود بقية السلطة التنفيذية، والذي يُعينه الرئيس ويكون مسؤولاً أمام الهيئة التشريعية جمهوريات برلمانية ذات رئيس شرفي وغير تنفيذي، حيث يقود رئيس الحكومة السلطة التنفيذية ويعتمد على ثقة المجلس التشريعي جمهوريات يُنتخب أو يُسمى فيها رئيس للدولة وللحكومة من قبل الهيئة التشريعية وقد يخضع أو لا يخضع لثقة البرلمان جمهورية مستقلة عن المجلس، حيث يكون فيها الرئيس أو حكومة المديرين على رأس الحكومة وتنتخبه الهيئة التشريعية، ولكنه مستقل عنها وغير مسؤول أمامها جمهورية ثِيُقراطية، حيث يتمتع القائد الأعلى (أو المرشد الأعلى) بسلطة تنفيذية وتشريعية كبيرة |

| أنظمة الحكم الملكية: |
| ملكيات دستورية، مع عاهل شرفي وغير تنفيذي، حيث يقود رئيس منفصل للحكومة السلطة التنفيذية ملكيات شبه دستورية، مع عاهل يتمتع بسلطة تنفيذية أو تشريعية كبيرة ملكيات مطلقة، حيث تكون السلطة بيد العاهل |

| دول الحزب الواحد (جمهوريات من حيث المبدأ) دول ذات نظام المجلس العسكري: لجنة من القادة العسكريين تسيطر على الحكومة، دول عُلقت فيها الأحكام الدستورية الخاصة بالحكومة دول ذات حكومة مؤقتة: لا يوجد أي أساس دستوري محدد لأنظمتها الحالية الأقاليم التابعة أو الأماكن التي لا توجد بها حكومات |

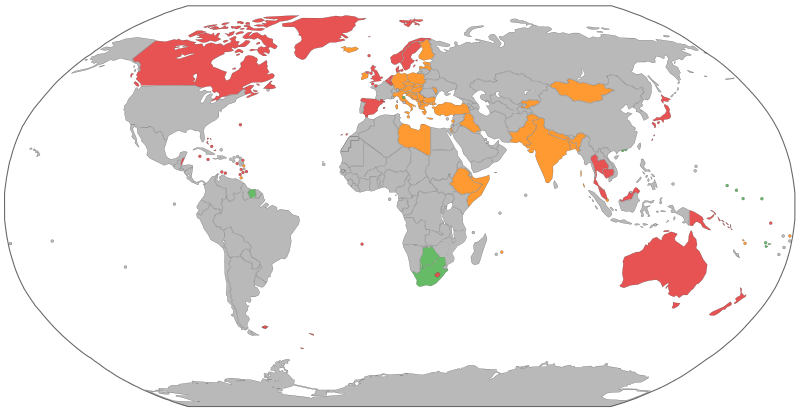
الجمهوريات البرلمانية حول العالم. كما يظهر باللون البرتقالي (جمهوريات برلمانية بدون صلاحيات لرئيس الدولة)، اللون الأخضر (جمهوريات برلمانية بصلاحيات لرئيس الدولة مرتبطة بالبرلمان)، الملكيات الدستورية تظهر باللون الأحمر.

جمهورية برلمانية مصطلح يطلق على الدول التي يكون نظام حكمها قائما على البرلمان، فتشكيل الوزارة لا بد أن يحظى بأغلبية من البرلمان وكذلك سن القوانين واعتماد الميزانية. يتكون النظام البرلماني من سلطة تنفيذية ممثلة في الوزارة ورأس الدولة وسلطة تشريعية ممثلة في البرلمان.
على النقيض من الجمهورية الرئاسية، فإن رئيس الدولة لا يملك صلاحيات تنفيذية واسعة كالتي يملكها الرئيس التنفيذي حيث تكون هذه الصلاحيات في يد رئيس الحكومة والذي في الأغلب يكون رئيس الوزراء.

## رأس الدولة
يكون رئيساً منتخباً وهو في هذا النظام لا يتمتع بسلطات حقيقية، ولكنه يمارس سلطاته من خلال الوزارة فهو يعتبر منصب شرفي لإكمال هيكله الدولة. يتم اختيار رأس الدولة إما بالانتخاب البرلماني أو الانتخاب العام من قبل الشعب.

## البرلمان
يتكون من مجلس أو مجلسين أحدهما ديمقراطي منتخب مباشرة من الشعب والاخر ديمقراطي نسبياً. وللبرلمان عدة سلطات أهمها مناقشة واعتماد مشروع الموازنة العامة للدولة الذي تقدمه الوزارة والوظيفة الثانية هي سن وتشريع القوانين، والثالثة هي مراقبة عمل الوزارة ومسألة الوزارة سياسياً، وللبرلمان حق طرح الثقة بالوزارة ككل (مسؤولية جماعية) أو بكل وزير على حدة (مسؤولية فردية)،وإذا تم سحب الثقة فعلى الوزير أو الوزارة الاستقالة فوراً. وحتى لا يغالي البرلمان في استعمال هذا الحق فإن للوزارة حق حل البرلمان المنتخب، ويعاد الأمر إلى الأمة لتقول كلمتها في الانتخابات فإذا جاء البرلمان الجديد واقر ما نفس ما اقره القديم فلا تستطيع الوزارة حل البرلمان مرتين لنفس السبب.

## الوزارة
هي المسؤولة عن الوظيفة التنفيذية وهذه المسئولية بالتبعية تصحبها سلطة فهي المهيمن الحقيقي على السلطة التنفذية، وهي همزة الوصل بين الهيئة التنفيذية، والهيئة التشريعية (البرلمان)، وتسأل الوزارة أمام البرلمان سياسياًَ، ويحضر الوزراء جلسات البرلمان للدفاع عن انفسهم ولو كانوا غير أعضاء في البرلمان وانتهى العرف إلى أنه من المستحسن أن يجمع الوزير بين عضوية الوزارة وعضوية البرلمان.

## رئيس الوزراء
هو الرئيس الحقيقي للحكومة. يتم في الأغلب انتخابه بأن يكون رئيس حزب الأغلبية أو تحالف الأغلبية في البرلمان.
ويختار الوزراء ويمكن إنهاء حكومته فور تقديم استقالته لرأس الدولة، وله سلطة فصل الوزراء وحل البرلمان والدعوة لانتخابات عامة.

## التداخل العضوي والتداخل الوظيفي
هما من الخصائص المميزة للنظام البرلماني فالتداخل العضوي هو ان من حق الوزير ان يكون عضوا منتخبا في البرلمان اما التداخل الوظيفي فمن حق السلطة التنفيذية (الوزارة) مشاركة البرلمان في سلطة التشريع وعمل القوانين، وكذلك بالنسبة للعمل التنفيذي الذي يتصل بالمصلحة العليا مثل المعاهدات الدولية والتي تبرم من جانب الوزارة لكنها تظل معلقة في نفاذها على تصديق البرلمان ومن هنا فالبرلمان يشارك في العمل التنفيذي.

## الدول التي تقوم على هذا النظام
- أثيوبيا
- ألبانيا
- ألمانيا
- إستونيا
- النمسا
- جمهورية التشيك
- اليونان
- المجر
- أيسلندا
- الهند
- العراق
- جمهورية أيرلندا
- إسرائيل
- إيطاليا
- البرتغال
- الجبل الأسود
- بنغلاديش
- بوتسوانا
- بلغاريا
- بولندا
- تيمور الشرقية
- ترينيداد وتوباغو
- جنوب أفريقيا
- كرواتيا
- لبنان
- دومينيكا
- فنلندا
- كيريباتي
- لاتفيا
- ليتوانيا
- جمهورية مقدونيا
- مالطا
- جزر مارشال
- موريشيوس
- ولايات ميكرونيزيا الموحدة
- منغوليا
- ناورو
- ساموا
- سنغافورة
- سلوفاكيا
- سلوفينيا
- سورينام
- سويسرا
- بربادوس
- فانواتو